# Lista siturilor arheologice din județul Mureș - N
Lista siturilor arheologice din județul Mureș - N conține toate siturile arheologice din județul Mureș înscrise în Repertoriul Arheologic Național (RAN) și aflate în localități al căror nume începe cu litera N. RAN este administrat de Ministerul Culturii și Patrimoniului Național și cuprinde date științifice, cartografice, topografice, imagini și planuri, precum și orice alte informații privitoare la zonele cu potențial arheologic, studiate sau nu, încă existente sau dispărute.
Puteți căuta un sit din localitățile care încep cu litera N folosind formularul de mai jos sau puteți naviga prin toate siturile din județ la Lista siturilor arheologice din județul Mureș.
| Cod RAN                                   | Denumire | Localitate                          | Adresă           | Datare              | Descoperit | Coordonate                                | Imagine           | Erori            |
| ----------------------------------------- | --- | ----------------------------------- | ---------------- | ------------------- | ---------- | ----------------------------------------- | ----------------- | ---------------- |
| 114408.01.01 (Cod LMI: MS-I-m-B-15400.02) | Situl arheologic de la Nazna / ansamblu anonim (Categorie: construcție) (Tip: Drum)                            | sat Nazna, comuna Sâncraiu de Mureș |                  | sec. II - III d.Hr. |            | 46°31′00″N 24°30′00″E / 46.51667°N 24.5°E | Încărcați imagine | Raportați eroare |
| 114408.01.02 (Cod LMI: MS-I-m-B-15400.01) | Situl arheologic de la Nazna / ansamblu anonim (Categorie: construcție) (Tip: Fortificație)                    | sat Nazna, comuna Sâncraiu de Mureș |                  |                     |            | 46°31′00″N 24°30′00″E / 46.51667°N 24.5°E | Încărcați imagine | Raportați eroare |
| 118520.01                                 | Descoperirile preistorice de la Neaua (Categorie: locuire) (Tip: locuire)                                      | sat Neaua, comuna Neaua             |                  |                     |            |                                           | Încărcați imagine | Raportați eroare |
| 115744.01.01                              | Turnul de observație de la Nădașa - "Dealul Jidovilor" / ansamblu anonim (Categorie: fortificație) (Tip: Turn) | sat Nădașa, comuna Beica de Jos     | Dealul Jidovilor | romană              |            |                                           | Încărcați imagine | Raportați eroare |
| 118478.01.01                              | Așezarea preistorică de la Nadeș / ansamblu anonim (Categorie: locuire civilă) (Tip: Așezare)                  | sat Nadeș, comuna Nadeș             |                  |                     |            |                                           | Încărcați imagine | Raportați eroare |